# Viki Gabor
Viki Gabor, właśc. Wiktoria Gabor (ur. 10 lipca 2007 w Hamburgu) – polska piosenkarka, autorka tekstów, kompozytorka i celebrytka pochodzenia romskiego.
Finalistka drugiej edycji The Voice Kids (2019). Zwyciężczyni 17. Konkursu Piosenki Eurowizji Junior (2019). Wydała trzy albumy studyjne: Getaway (Into My Imagination) (2020), ID (2022) i Terminal 3 (2024). 

## Życiorys
Urodziła się 10 lipca 2007 w Hamburgu. Jest córką Eweliny i Dariusza Gaborów. Ma starszą o cztery lata siostrę Melisę, która jest kompozytorką i autorką tekstów. Po urodzeniu zamieszkała z rodziną w Polsce, a następnie w Wielkiej Brytanii. Po siedmiu latach wrócili do Polski, zamieszkując w Krakowie.
Uczyła się w Szkole Podstawowej nr 37 w Krakowie; w 2020 rozpoczęła indywidualny tok nauczania ze względu na rozwój kariery muzycznej.

## Kariera
Pod koniec 2018 wzięła udział w przesłuchaniach do drugiej edycji programu TVP2 The Voice Kids. W pierwszym etapie konkursu wykonała piosenkę Katy Perry „Roar” i zdobywszy uznanie wszystkich trenerów, przeszła do kolejnej części programu, wybierając drużynę Tomsona i Barona. Pomyślnie przeszła przez kolejne etapy eliminacyjne i zakwalifikowała się do odcinków na żywo. Dotarła do finału, który odbył się 23 lutego 2019. W finale programu zaprezentowała debiutancki singiel „Time” i zajęła 2. miejsce. 16 sierpnia 2019 wystąpiła w koncercie Young Choice Awards w ramach 53. festiwalu sopockiego.

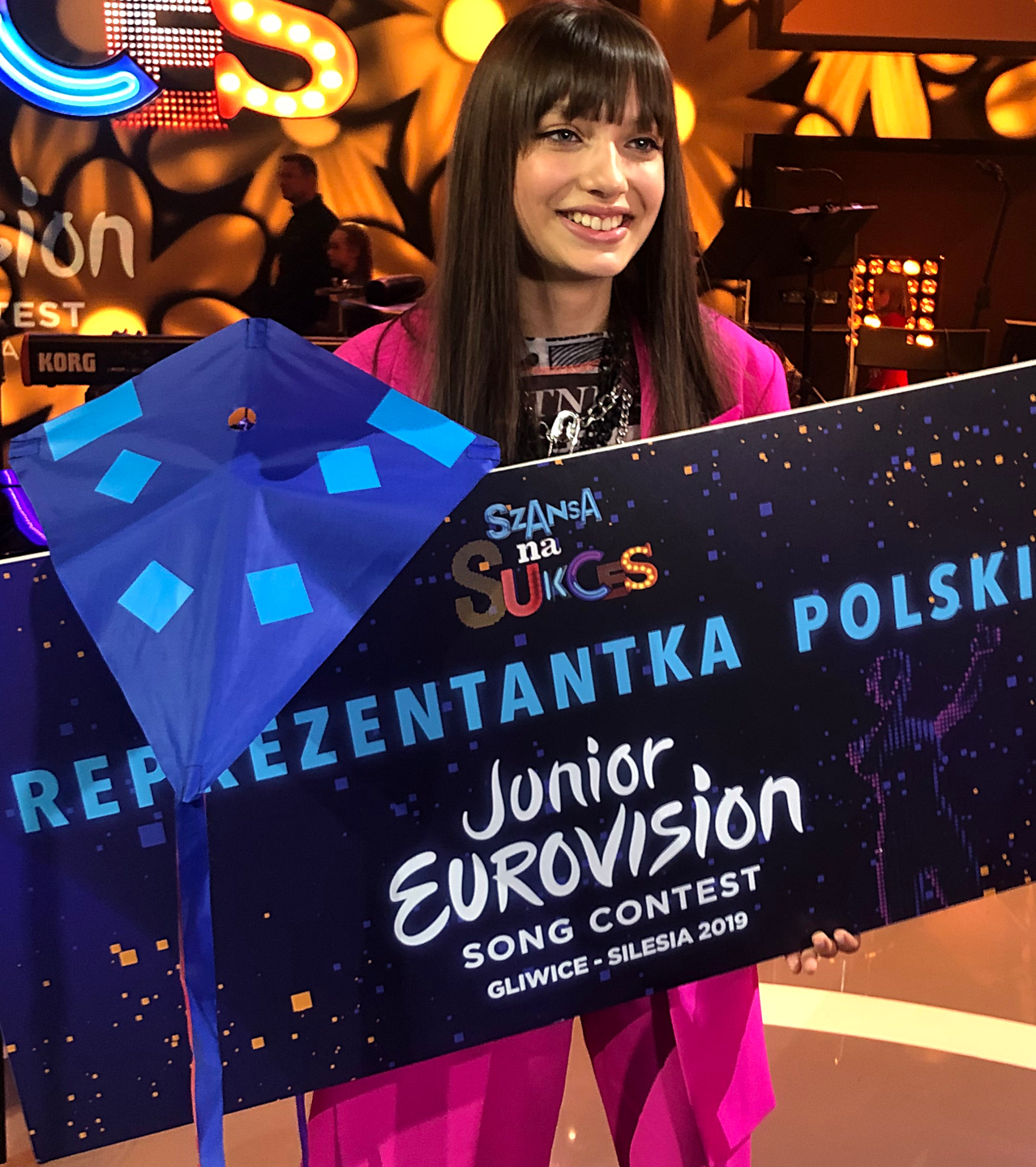
Wiktoria Gabor po wygraniu programu Szansa na sukces. Eurowizja Junior 2019

Latem 2019 uczestniczyła w programie Szansa na sukces. Eurowizja Junior 2019, w którym wyłaniano reprezentanta Polski w 17. Konkursie Piosenki Eurowizji Junior. Pomyślnie przeszła przez pierwszy etap eliminacji, wygrywając odcinek z zespołem Blue Café, i awansowała do finału, który został rozegrany 29 września. Wykonała w nim m.in. konkursowy utwór „Superhero”, w którym porusza temat ochrony środowiska, i zdobyła maksymalną liczbę 10 punktów w głosowaniu jurorów i telewidzów, zostając reprezentantką Polski w 17. Konkursie Piosenki Eurowizji Junior organizowanym w Gliwicach. 24 listopada wygrała z utworem w finale konkursu, zdobywając łącznie 278 punktów, w tym 166 pkt od widzów (1. miejsce) i 112 pkt od jury (2. miejsce). W międzyczasie nawiązała współpracę z marką Tymbark, występując w materiałach wideo publikowanych na ich kanale Studio Tymbark w serwisie YouTube. 5 grudnia opublikowała własne interpretacje kolęd „Cicha noc” i „Silent Night” oraz świątecznego przeboju „What Christmas Means to Me”. 13 grudnia wydała piosenkę „Superhero” w formie singla CD w limitowanym nakładzie 500 egzemplarzy, zapewniając, że cały dochód ze sprzedaży zostanie przekazany na rzecz fundacji WWF. 31 grudnia wystąpiła podczas koncertu „Sylwester Marzeń z Dwójką”.

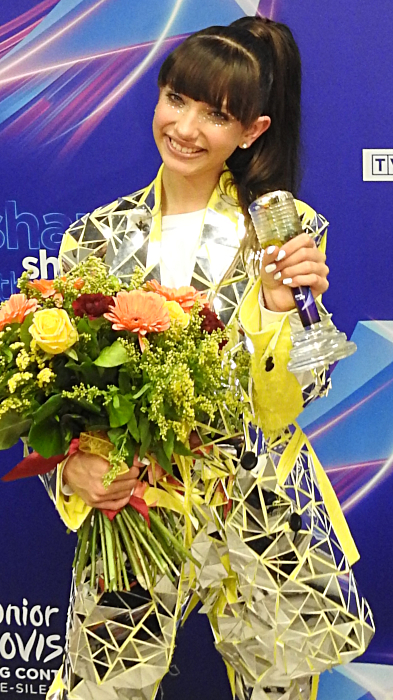
Viki Gabor po finale 17. Konkursu Piosenki Eurowizji Junior w Gliwicach, 24 listopada 2019

W styczniu 2020 wydała singiel „Ramię w ramię”, który nagrała w duecie z Kayah. Następnie ukazały się single: „Getaway” i „Forever and a Night”, do których teledyski były nagrywane w Los Angeles oraz „Not Gonna Get It”. Swój debiutancki album studyjny pt. Getaway (Into My Imagination) wydała 4 września 2020. Również w 2020 została jedną z bohaterek książki Justyny Sucheckiej pt. Young Power. 30 historii o tym, jak młodzi zmieniają świat. 6 września 2020 zasiadła w jury pierwszego półfinału Szansy na sukces wyłaniającego reprezentanta Polski w 18. Konkursie Piosenki Eurowizji Junior. Pod koniec września wydała utwór „Wznieść się chcę”, nagrany na potrzeby promocji filmu animowanego Wyprawa na Księżyc. W listopadzie wystąpiła jako gość specjalny podczas 18. Konkursu Piosenki Eurowizji Junior, gdzie zaprezentowała swój utwór „Superhero”, a także wspólnie z Roksaną Węgiel i Duncanem Laurence wykonała eurowizyjny utwór Duncana „Arcade”. W sylwestera roku 2020 ponownie wystąpiła podczas koncertu telewizyjnej dwójki „Sylwester Marzeń”.
W sierpniu 2021 podpisała kontrakt fonograficzny z wytwórnią Sony Music Entertainment Poland i zapowiedziała wydanie singla „Moonlight”, który ukazał się 3 września. W październiku została twarzą kampanii reklamowej ING Banku Śląskiego pt. Znajdź swoją scenę. 26 listopada opublikowała teledysk do singla „Toxic Love”. 4 lutego 2022 wydała singel „Napad na serce”. Wiosną 2022 zajęła czwarte miejsce w finale szesnastej edycji programu rozrywkowego telewizji Polsat Twoja twarz brzmi znajomo. 21 maja wystąpiła podczas Polsat SuperHit Festiwal 2022. 24 czerwca wraz z Maléną w duecie wystąpiła podczas Europejskiego Stadionu Kultury w Rzeszowie śpiewając utwór Summer Walker „Girls Need Love”. 18 listopada 2022 wydała drugi album studyjny pt. ID. W kwietniu 2023 premierę miał serial dokumentalny TVP o artystce pt. Viki Gabor: Mój świat. W kwietniu 2024 wydała nowy singiel „Daj mi znak” zapowiadający jej trzeci album. W maju 2024 przedstawiła punktację polskiego jury w czasie finału 68. Konkursu Piosenki Eurowizji. 21 czerwca 2024 wydała trzeci album studyjny pt. Terminal 3.

## Dyskografia
- Getaway (Into My Imagination) (2020)
- ID (2022)
- Terminal 3 (2024)

## Filmografia

### Dubbing i podkłady
- 2020: Wyprawa na Księżyc(inne języki) – podkład muzyczny

## Nagrody i nominacje
| Rok  | Konkurs/Program                            | Kategoria                                                         | Rezultat   | Źr.    |
| ---- | ------------------------------------------ | ----------------------------------------------------------------- | ---------- | ------ |
| 2019 | The Voice Kids                             | II edycja                                                         | 2. miejsce | [ 13 ] |
| 2019 | Szansa na sukces. Eurowizja Junior 2019    | Krajowe eliminacje do Konkursu Piosenki Eurowizji dla Dzieci 2019 | Wygrana    | [ 17 ] |
| 2019 | Konkurs Piosenki Eurowizji dla Dzieci 2019 | Finał 17. Konkursu Piosenki Eurowizji dla Dzieci 2019             | Wygrana    | [ 18 ] |
| 2019 | Top of the Top Sopot Festival 2019         | Young Choice Awards                                               | Nominacja  | [ 14 ] |
| 2020 | Fryderyki 2020                             | Fonograficzny debiut roku                                         | Nominacja  | [ 45 ] |
| 2020 | Fryderyki 2020                             | Utwór roku („Superhero”)                                          | Nominacja  | [ 45 ] |
| 2020 | Fryderyki 2020                             | Teledysk roku („Superhero”)                                       | Nominacja  | [ 45 ] |
| 2020 | Nickelodeon Kids’ Choice Awards 2020       | Ulubiona Polska Gwiazda                                           | Nominacja  | [ 46 ] |
| 2021 | Nickelodeon Kids’ Choice Awards 2021       | Ulubiona Polska Gwiazda                                           | Wygrana    | [ 47 ] |
| 2021 | Fryderyki 2021                             | Teledysk roku („Getaway”)                                         | Nominacja  | [ 48 ] |
| 2021 | Top of the Top Sopot Festival 2021         | Bursztynowy Słowik („Afera”)                                      | Nominacja  | [ 49 ] |